# Робсвілл (Пенсільванія)
Робсвілл (англ. Raubsville) — переписна місцевість (CDP) в США, в окрузі Нортгемптон штату Пенсільванія. Населення — 1079 осіб (2020).

## Географія
Робсвілл розташований за координатами 40°37′32″ пн. ш. 75°12′21″ зх. д. / 40.62556° пн. ш. 75.20583° зх. д. (40.625555, -75.205736).  За даними Бюро перепису населення США в 2010 році переписна місцевість мала площу 4,40 км², з яких 4,12 км² — суходіл та 0,28 км² — водойми.

## Демографія
Згідно з переписом 2010 року, у переписній місцевості мешкало 1088 осіб у 419 домогосподарствах у складі 313 родин. Густота населення становила 247 осіб/км².  Було 453 помешкання (103/км²).
Расовий склад населення:
| - 90,0 % — білих - 4,1 % — чорних або афроамериканців - 3,5 % — азіатів |

До двох чи більше рас належало 1,8 %. Частка іспаномовних становила 2,6 % від усіх жителів.
За віковим діапазоном населення розподілялося таким чином: 22,2 % — особи молодші 18 років, 66,3 % — особи у віці 18—64 років, 11,5 % — особи у віці 65 років та старші. Медіана віку мешканця становила 44,8 року. На 100 осіб жіночої статі у переписній місцевості припадало 98,5 чоловіків;  на 100 жінок у віці від 18 років та старших — 98,8 чоловіків також старших 18 років.
Середній дохід на одне домашнє господарство  становив 106 446 доларів США (медіана — 102 083), а середній дохід на одну сім'ю — 96 673 долари (медіана — 106 029). 
Цивільне працевлаштоване населення становило 450 осіб. Основні галузі зайнятості: виробництво — 22,4 %, освіта, охорона здоров'я та соціальна допомога — 18,2 %, роздрібна торгівля — 17,6 %, будівництво — 17,1 %.